# Heimdal (Trondheim)
Heimdal es el más meridional de los cuatro distritos (en noruego bokmål: bydelene) en los que se divide la ciudad de Trondheim, en la provincia (fylke) de Sør-Trøndelag,  Noruega.
La zona ha estado permanentemente habitada desde la Edad de Bronce y recibe su nombre del dios nórdico Heimdal, hijo de Odín. La zona este de Heimdal, Tillerbyen, se ha desarrollado de forma reciente, siguiendo un proyecto de descentralización del comercio. La zona occidental, mientras tanto, está formada por predios rurales de Byneset, un municipio independiente hasta 1964. 
Heimdal alberga el City Syd, uno de los centros comerciales más grandes de Noruega.

## Barrios
- Heimdal.
- Byneset.
- Tiller.
- Kattem.
- Kolstad/Saupstad.
- Klett.